# Tecnam P2008
Il P2008 è un velivolo monomotore a due posti ad ala alta, con carrello fisso triciclo, prodotto dall'azienda italiana Tecnam. È il primo aereo Tecnam ad utilizzare componenti principali in materiali compositi.

## Storia del progetto
Il P2008 ha volato per la prima volta il 30 settembre 2008. È stato presentato per la prima volta al pubblico al Salone AERO Friedrichshafen nel 2009, che si tiene ogni anno sull'Aeroporto di Friedrichshafen in Germania.

### Tecnica
La fusoliera del P2208 è realizzata in materiali compositi (carbonio), mentre l’ala e i piani di coda sono in alluminio. Semplice da pilotare e con carrello fisso triciclo anteriore di tipo pivottante.

### Propulsione
Il propulsore è un motore a 4 cilindri contrapposti Rotax 912S2 da 100 CV con elica a due pale a passo fisso, che in crociera gli consente di raggiungere una velocità di circa 237 km/h.

### Elettronica
Il velivolo offre la migliore tecnologia avionica. Dalla generosa configurazione standard con strumenti analogici, ad un'ampia gamma di opzioni che includono suite di ultima generazione, in particolare un doppio apparato Garmin G3X Touchscreen da 10,6 pollici, che permette: rappresentazione dell’orografia del terreno; gestione diretta dei piani di volo e possibilità di replicare i parametri operativi sia davanti al pilota, sia al passeggero o all’istruttore secondo i casi.

## Versioni
- P2008 - versione base da addestramento basico ad ala alta e motore Rotax 912S da 100 CV con elica a due pale.[3]
- P2008TC - versione dotata di motore Rotax 914 da 115 CV con elica a tre pale.[4]
- P2008JC - versione certificata secondo le norme EASA CS-VLA.[3]

## Utilizzatori

### Civili
Australia
- Soar Aviation

8 P2008 ordinati a metà 2018.
 Italia
- Accademia del volo

2 P2008JC Mk II ordinati ad aprile 2020. Primo esemplare consegnato il 18 luglio 2020; secondo nell'agosto dello stesso anno.
- Cantor Air

4 P2008JC Mk II consegnati a partire da aprile 2018.
- Italfly

1 P2008JC Mk II consegnato.
- Professional Aviation

12 P2008JC Mk II in servizio.
- Sky Services Flight Academy

1 P2008JC ordinato.
 Nuova Zelanda
- New Zealand Airline Academy Limited

8 P2008JC Night VFR ordinati a novembre 2023.
 Spagna
- Canavia Aviation Academy

7 P2008JC MkII in servizio a gennaio 2025.
- FlyBy

8 P2008JC in servizio più 4 ordinati il 23 novembre 2023. Ulteriori 10 P2008JC ordinati ad aprile 2024.
- One Air

2 P2008JC Mk II ordinati a marzo 2022.
 Stati Uniti
- Pat Farrell (RET. USN CDR)

1 P2008 consegnato ad aprile 2023.
- Roger Jennings

1 P2008 acquistato di seconda mano a marzo 2022.